# Roberto Biscardini
Roberto Biscardini (Legnano, 11 giugno 1947) è un politico e urbanista italiano.

## Biografia
Architetto, Docente universitario, si è dedicato in modo particolare alla progettazione macrourbanistica con particolare riferimento alle politiche territoriali e al riequilibrio economico nord-sud. Ha svolto attività politica con incarichi istituzionali inerenti alla propria professionalità nel settore urbanistico e dei trasporti. Si è dedicato sia a livello nazionale che a livello regionale all'innovazione legislativa in materia urbanistica con particolare riferimento alla procedura degli accordi di programma tra istituzioni. Alla grande scala regionale si è dedicato con costanza al perfezionamento della rete ferroviaria regionale della Lombardia e alla riapertura e riqualificazione della rete dei Navigli lombardi, fondando l'Associazione Riaprire i Navigli di cui è Presidente. Dai tempi dell'università è un appassionato conoscitore delle questioni territoriali della Calabria e del mezzogiorno.

### L'attività politica
Iscritto al PSI nel 1974 ha ricoperto fino al 1993 incarichi negli organismi provinciali, regionali e nazionali del partito. Ha contribuito nel 1994 alla nascita del partito Socialisti Italiani - SI e nel 1999 alla nascita del partito Socialisti Democratici Italiani - SDI di cui è stato membro del Comitato esecutivo nazionale. È stato Segretario regionale lombardo prima del PSI e poi dello SDI dal 1992 al 2004, poi Segretario provinciale del PSI, nato con la costituente del 2008, fino al 2011. È stato contemporaneamente membro della Segreteria nazionale dello SDI e poi del PSI dal 2006 al 2013 quando si è dimesso in contrasto con le decisioni della maggioranza della Segreteria di Riccardo Nencini che decise di non presentarsi con una lista autonoma alle elezioni politiche dello stesso anno. Dal 2008 al 2013 è stato responsabile nazionale del programma del PSI. Nel 2017 abbandona il PSI e costituisce il movimento politico Socialisti in Movimento dopo avere dato vita al Comitato Socialista per il NO alla riforma costituzionale proposta dal Governo Renzi. Nel 2021 dà vita insieme ad altri all'Associazione Socialisti di Milano con l'obiettivo di unire i socialisti e presentare liste autonome alle elezioni amministrative.

### L'impegno istituzionale
Con il PSI nel 1975 è eletto Consigliere comunale e Assessore all'urbanistica al Comune di Gorgonzola, nel quale poi rimane come consigliere fino al 1988.
Dal 1982 al 1988 è membro del direttivo del Consorzio Intercomunale milanese per l'Edilizia Economico e Popolare di Milano – CIMEP e dal 1988 al 1989 è Presidente dell'Istituto Regionale di Ricerca – IReR.
Entra in Consiglio regionale della Lombardia nel 1983 ricoprendo la carica di Presidente della Commissione Istruzione e Cultura. Primo dei non eletti alle elezioni regionali del 1985 rientra in consiglio nel 1989, carica che manterrà fino al 2004. Dal 1989 al 1992 è Assessore ai Trasporti e alla Mobilità e dal 1994 al 1995 è Assessore ai Lavori Pubblici ed Edilizia residenziale.
Nel 1995 è rieletto in regionale, in rappresentanza dei Socialisti Italiani, nella lista del Patto dei Democratici e nel 2000 nella lista dei Socialisti Democratici Italiani.
Tra i diversi incarichi, è stato membro dal 2001 al 2004 dell'Ufficio di Presidenza della Commissione per la Riforma dello Statuto regionale.
Si dimette dal Consiglio regionale della Lombardia nel 2004 a seguito della nomina di Senatore della Repubblica subentrando alle dimissioni della senatrice Patrizia Toia, carica che mantiene fino al 2006.
Nel 2006 si candida per il Senato nella lista della Rosa nel Pugno e nel 2008 nella lista del ricostruito Partito Socialista Italiano (di cui è membro della Segreteria Nazionale); in entrambi i casi non viene eletto.
In qualità di consigliere regionale ha partecipato attivamente all'attività amministrativa e legislativa della Regione Lombardia, di particolare importanza l'impegno per la realizzazione del Servizio Ferroviario Regionale integrato e la proposta del 1990 di realizzazare un Corridoio intermodale dei trasporti Lisbona-Kiev allora denominato del 45º parallelo poi diventato nei programmi europei Corridoio 5. Sempre in Regione Lombardia è significativo l'impegno amministrativo e legislativo per gli investimenti nel settore della casa e dell'edilizia economica e popolare in particolare.
Al Senato è membro della Commissione Difesa ma segue contemporaneamente l'attività della Commissione Giustizia. Si distingue per la battaglia per la separazione delle carriere tra Magistratura inquirente e giudicante, presenta numerosi progetti di legge, tra i quali politicamente significativi: la modifica alla legge Bossi-Fini per garantire la regolamentazione dei lavoratori stranieri; norme sulla tutela della dignità della vita e disciplina della eutanasia; disciplina delle unioni di fatto e nuove norme per l'adozione di minori da parte di coppie conviventi e persone singole.
È eletto al Consiglio comunale di Milano nel 2011, carica che manterrà fino al 2016 ricoprendo il ruolo di Presidente della Commissione Urbanistica. È eletto Consigliere metropolitano della Città Metropolitana di Milano dal 2014, dopo la sua costituzione, carica che ricopre fino al 2016.

## Titoli accademici
Consegue la Maturità Artistica nel 1965 presso il Liceo Artistico di Brera a Milano e la laurea in Architettura presso il Politecnico di Milano nel 1970 sostenendo una tesi sull'Industrializzazione della Piana di Sibari e la costruzione della città policentrica in Calabria. Insieme alle questioni territoriali della Lombardia proseguirà sempre un interesse particolare per i temi del riequilibrio economico e infrastrutturale del Sud Italia. Dal 1971 al 1975 insegna Architettura al Liceo Artistico di Brera di Milano, in qualità di Professore di Ruolo e contemporaneamente svolge attività didattica e di ricerca come Collaboratore alle esercitazioni presso la facoltà di Architettura di Milano nel corso di Urbanistica del prof. Lucio Stellario d’Angiolini. Dal 1975 al 2004 è docente di Urbanistica presso il Dipartimento di Progettazione e Scienza del Territorio della Facoltà di Architettura di Milano in qualità di Ricercatore di ruolo. Dopo una fase di congedo obbligatorio per incarichi istituzionali rientra in Facoltà di Architettura e dal 2007 al 2010 è docente a contratto e tiene un corso di "Teorie Urbanistiche e Qualità Urbana". Nei primi anni post laurea svolge l'attività professionale con particolare riferimento alle materie urbanistiche approfondendo il tema delle procedure di coordinamento inter-istituzionale.

## Iniziative politiche e culturali
Negli anni dell’università, dal 1965 al 1970, fonda insieme ad altri il Gruppo Teatrale Eliot Teatro che si colloca nell'area del teatro di avanguardia e politico. Costituisce nel 1980 a Milano il centro culturale "Rosa Luxenburg" e dal 1986 al 1992 è stato Presidente dell'associazione culturale "Società per l'Innovazione Economica, Sociale e Politica" con sede a Milano. Nel 2002 insieme ad altri socialisti fonda l'associazione culturale "il Socialista" di cui è tuttora Presidente. www.ilsocialista.com. Dal 2008 al 2013 è Direttore editoriale della rivista Mondoperaio diretto in quegli anni da Luigi Covatta. Nel 2012 come conseguenza della propria attività didattica e di ricerca, fonda a Milano l’Associazione Riaprire i Navigli di cui è Presidente www.riaprireinavigli.it.

## Pubblicazioni
È autore di numerosi scritti, pubblicazioni e articoli di carattere politico e sulle politiche degli interventi territoriali con particolare riferimento alla Lombardia e al Mezzogiorno.
Ha curato la pubblicazione nel 1986 del Diario di prigionia di Giuseppe Biscardini, ripubblicato con un'edizione corretta e integrata nel 2015.
È autore di: Lombardia Città - Innovazione e strategie per una politica urbanistica dei trasporti e della città, edito nel 1996 da M & B Publishing Milano. Nel 1999, Documenti per l'Europa, M & B Publishing Milano; nel 2011 Con spirito libero. Editoriali dall'Avanti della domenica 2010-2011, Biblion edizioni; Riaprire i Navigli si può. Un grande progetto per Milano, con Andrea Cassone, 2012, Biblion edizioni. Nel 2014 cura la pubblicazione dell'Associazione Riaprire i Navigli Riaprire i Navigli! Per una nuova Milano. Visione, strategia, criteri, Biblion Edizioni. È autore di numerose prefazioni, in particolare: di Andrea Castagna, Il Naviglio di Paderno, Biblion Edizioni 2016; di Michele Achilli, L'urbanista socialista. Le leggi di riforma 1967-1992, Marsilio, 2018; di Giorgio Bigatti, Paesaggi d'acque in Lombardia. Scritti di Carlo Cattaneo, Biblion Edizioni, 2020; di Edo Bricchetti, I Navigli di Milano. Viaggio pittorico, Meravigli Edizioni, 2020; di Vittorio Alberganti e Andrea Castagna, Le centraline alle Conche del Naviglio di Paderno d'Adda, Biblion Edizioni, 2020. È autore con Edo Bricchetti del libro Le Conche. Per la navigabilità dei Navigli lombardi, Biblion Edizioni, 2020.